# Andoma
Die Andoma (russisch Андома) ist ein Zufluss des Onegasees in der Oblast Wologda im Norden des europäischen Teils von Russland.
Die Andoma fließt im Norden des Rajon Wytegra von dem auf den Andoma-Höhen gelegenen See Groptosero zum Südostufer des Onegasee. Der 156 km lange Fluss durchfließt dabei den Ajnosero und nimmt die Samina von rechts auf. Unterhalb der Einmündung der Samina teilt sich der Fluss über mehrere Kilometer in zwei Flussarme auf, welche sich kurz vor dem Erreichen des Onegasees wiedervereinigen. Das Einzugsgebiet der Andoma ist 2570 km² groß.